# Saté

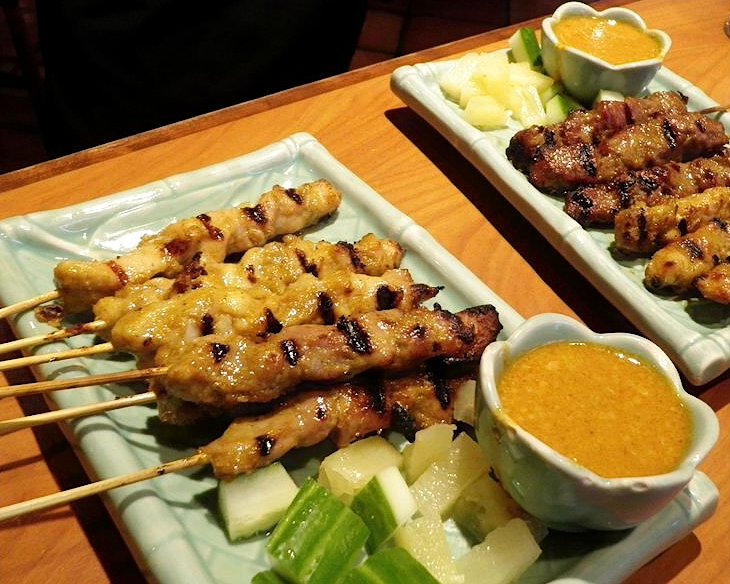
Satespießchen, hier aus gegrilltem Hühnerfleisch mit Erdnusssauce, dazu Gurkenwürfel

Saté (oft auch Sate) ist ein Grillgericht, das ursprünglich aus Indonesien stammt und heute in vielen Ländern Südostasiens beliebt ist wie Malaysia, Singapur, Vietnam oder Thailand. In der Zeit der Kolonialisierung ist das Gericht auch in die niederländische Küche gelangt. Die japanische Variante nennt sich Yakitori. Sate bedeutet auf Indonesisch einfach so viel wie „Fleischspießchen“.
Zutaten und Zubereitung variieren stark von Land zu Land. Dabei kann es sich um mit Kurkuma mariniertes Fleisch, marinierten Fisch, marinierte Shrimps oder mariniertes Geflügel handeln, meist jedoch Hühnerfleisch oder Lammfleisch. Serviert werden kann Sate beispielsweise mit würziger Erdnusssauce oder mit Schalotten und Lontong (indonesischer, in Bananenblättern gedämpfter Reis). In Indonesien isst man Sate mit Acar (saure Gemüsemischung aus rohen Karotten, Gurken, Chili und Schalotten) als Beilage.
In der niederländischen Imbisskultur sind Satespieße und auch Satesauce (niederländisch satésaus) (zum Beispiel auf Pommes frites) beliebt, welche über die Kolonialgeschichte in die niederländische Küche gelangten.